# ماریون (اورگن)
ماریون (به انگلیسی: Marion) یک منطقهٔ مسکونی در ایالات متحده آمریکا است که در شهرستان ماریون، اورگن واقع شده‌است. ماریون ۳٫۰ کیلومتر مربع مساحت و ۳۱۳ نفر جمعیت دارد و ۹۲ متر بالاتر از سطح دریا واقع شده‌است.